# Johann Otto Boeckeler
Johann Otto Boeckeler (*1803 - 1899) fue un botánico algólogo alemán. Fue un especialista en ciperáceas.

## Honores
En su honor se nombró el género:
- (Cyperaceae) Boeckeleria T.Durand 1884[1]

- La abreviatura «Boeckeler» se emplea para indicar a Johann Otto Boeckeler como autoridad en la descripción y clasificación científica de los vegetales.[2]